# Liste der Mitglieder des gambischen Parlaments (1966–1972)
Dies ist eine Liste der Mitglieder des gambischen Parlaments (1966–1972).
Die Mitglieder des Parlaments in der westafrikanischen Staat Gambia, dem Repräsentantenhaus (englisch House of Representatives), wurden bei den Parlamentswahlen 1966 gewählt. Damals bestand das Repräsentantenhaus aus insgesamt 40 Mitgliedern, wovon 32 Mitglieder bei den Wahlen über eine Direktwahl ermittelt wurden, weitere acht Mitglieder wurden ernannt.

## Mitglieder des Parlaments

### Gewählte Mitglieder des Parlaments
|  | Name                                       | Partei | Wahlkreis          | Verwaltungseinheit | Anmerkung                                             |
|  | ------------------------------------------ | ------ | ------------------ | ------------------ | ----------------------------------------------------- |
|  | Pierre Sarr N’Jie (1909–1993)              | UP     | Bathurst North     | Bathurst           |                                                       |
|  | John R. Forster († 1977)                   | UP     | Bathurst Central   | Bathurst           |                                                       |
|  | Ibrahima Momodou Garba-Jahumpa (1912–1994) | GCP    | Bathurst South     | Bathurst           |                                                       |
|  | Abdoulie K. N’Jie                          | PPP    | Bakau              | Kombo St. Mary     |                                                       |
|  | Gibou M. Jagne († 2021)                    | UP     | Serekunda          | Kombo St. Mary     |                                                       |
|  | Alieu B. N’Jie (1904–1982)                 | PPP    | Northern Kombo     | Brikama            |                                                       |
|  | Famara Wassa Touray                        | PPP    | Southern Kombo     | Brikama            |                                                       |
|  | Dawda K. Jawara (1924–2019)                | PPP    | Eastern Kombo      | Brikama            | ausgeschieden 1970, Nachfolger: Lamin Kitty Jabang    |
|  | Lamin Kitty Jabang (* 1942)                | PPP    | Eastern Kombo      | Brikama            | nachgewählt 1970 für: Dawda K. Jawara                 |
|  | Momodou N. Sanyang († 1973)                | PPP    | Eastern Foni       | Brikama            |                                                       |
|  | Bakary Landing Kuti Sanyang                | PPP    | Western Foni       | Brikama            |                                                       |
|  | Jerreh L. B. Daffeh (1930–1998)            | PPP    | Eastern Kiang      | Mansa Konko        |                                                       |
|  | Amang S. Kanyi († 1968)                    | PPP    | Western Kiang      | Mansa Konko        | verstorben 1968, Nachfolger: Howsoon O. Semega-Janneh |
|  | Howsoon O. Semega-Janneh                   | PPP    | Western Kiang      | Mansa Konko        | nachgewählt 1968 für: Amang S. Kanyi                  |
|  | Kemo Sanneh                                | PPP    | Eastern Jarra      | Mansa Konko        |                                                       |
|  | Yaya Ceesay (* 1937)                       | PPP    | Western Jarra      | Mansa Konko        |                                                       |
|  | Yusupha Samba († 2002)                     | PPP    | Sabach Sanjal      | Kerewan            |                                                       |
|  | Baba M. Touray                             | PPP    | Illiasa            | Kerewan            |                                                       |
|  | Sheriff M. Dibba (1937–2008)               | PPP    | Central Baddibu    | Kerewan            |                                                       |
|  | Kalilou F. Singhateh (1934–2025)           | PPP    | Lower Baddibu      | Kerewan            |                                                       |
|  | Mafode (Foday) F. Sonko                    | PPP    | Niumi              | Kerewan            |                                                       |
|  | Kebba C. A. Kah (* 1934)                   | PPP    | Jokadu             | Kerewan            | ausgeschieden 1971, Nachfolger: Maja O. Sonko         |
|  | Maja O. Sonko                              | Unabh. | Jokadu             | Kerewan            | nachgewählt 1971 für: Kebba C.A. Kah                  |
|  | Kebba N. Leigh                             | PPP    | Sami               | Georgetown         |                                                       |
|  | Demba S. Cham                              | PPP    | Niani              | Georgetown         |                                                       |
|  | Ebrima D. N’Jie (1910–1970)                | UP     | Saloum             | Georgetown         | verstorben 1970, Nachfolger: Kebba A. Bayo            |
|  | Kebba A. Bayo                              | PPP    | Saloum             | Georgetown         | nachgewählt 1971 für: Ebrima D. N’Jie                 |
|  | Paul L. Baldeh (1937–1968)                 | PPP    | Lower Fulladu West | Georgetown         | verstorben 1968, Nachfolger: Abdul M’Ballow           |
|  | Abdul M’Ballow                             | PPP    | Lower Fulladu West | Georgetown         | nachgewählt 1969 für: Paul L. Baldeh                  |
|  | Numukunda M. Darbo                         | UP     | Upper Fulladu West | Georgetown         | ausgeschieden 1970, Nachfolger: Kebba K. Jawara       |
|  | Kebba K. Jawara                            | PPP    | Upper Fulladu West | Georgetown         | nachgewählt 1970 für: Numukunda M. Darbo              |
|  | Sheriff S. Sisay (1935–1989)               | PPP    | Niamina            | Georgetown         |                                                       |
|  | Momodou C. Jallow (1919–2000)              | UP     | Jimara             | Basse              |                                                       |
|  | Andrew D. Camara (1923–2013)               | PPP    | Kantora            | Basse              |                                                       |
|  | Momodou C. Cham (* 1938)                   | UP     | Tumana             | Basse              |                                                       |
|  | Kebba J. Krubally                          | PPP    | Basse              | Basse              |                                                       |
|  | Bangally Singhateh                         | PPP    | Wuli               | Basse              | ausgeschieden 1969, Nachfolger: Della Singhateh       |
|  | Della Singhateh                            | PPP    | Wuli               | Basse              | nachgewählt 1969 für: Bangally Singhateh              |
|  | Musa S. Dabo                               | PPP    | Sandu              | Basse              |                                                       |

### Ernannte Mitglieder des Parlaments
Acht weitere Mitglieder des Parlaments wurden ernannt, diese sind bislang unzureichend belegt.
| Name                                | Partei | Anmerkung |
| ----------------------------------- | ------ | --------- |
| Alieu Sulayman Jack                 |        |           |
| Lucretia St. Clair Joof (1913–1982) |        |           |

## Veränderungen
- Lucretia St. Clair Joof, ernannt, Member of Parliament ab 1968[1]
- Amang S. Kanyi (PPP), Wahlkreis Western Kiang, Member of Parliament bis 1968
- Howsoon O. Semega-Janneh (PPP), Wahlkreis Western Kiang, Member of Parliament ab 1968
- Paul L. Baldeh (PPP), Wahlkreis Lower Fulladu West, Member of Parliament bis 1968
- Bangally Singhateh (PPP), Wahlkreis Wuli, Member of Parliament bis 1969
- Della Singhateh (PPP), Wahlkreis Wuli, Member of Parliament ab 1969
- Abdul M’Ballow (PPP), Wahlkreis Lower Fulladu West, Member of Parliament ab 1969
- Dawda K. Jawara (PPP), Wahlkreis Eastern Kombo, Member of Parliament bis 1970
- Lamin Kitty Jabang (PPP), Wahlkreis Eastern Kombo, Member of Parliament ab 1970
- Numukunda M. Darbo (UP), Wahlkreis Upper Fulladu West, Member of Parliament bis 1970
- Kebba K. Jawara (PPP), Wahlkreis Upper Fulladu West, Member of Parliament ab 1970
- Ebrima D. N’Jie (UP), Wahlkreis Saloum, Member of Parliament bis 1970
- Kebba A. Bayo (PPP), Wahlkreis Saloum, Member of Parliament ab 1971
- Kebba C. A. Kah (PPP), Wahlkreis Jokadu, Member of Parliament bis 1971
- Maja O. Sonko (parteilos), Wahlkreis Jokadu, Member of Parliament ab 1971

## Spezielle Funktionen
- Sprecher der Mehrheitsfraktion (englisch Majority Leader): n/a
- Sprecher der Minderheitsfraktion (englisch Minority Leader): n/a
- Parlamentssprecher: Alieu Sulayman Jack
- Stellvertretender Parlamentssprecher: ab 1968 bis 1970 Ebrima D. N’Jie (1910–1970)

## Abkürzungen und Akronyme
| GCP | Gambia Congress Party      |
| UP  | United Party               |
| PPP | People’s Progressive Party |
| MP  | Member of Parliament       |